# ジョシュ・ラドナー
ジョシュ・ラドナー（Josh Radnor、1974年7月29日 - ）は、アメリカ合衆国の映画監督、俳優、製作者、脚本家。

## 略歴

### 生い立ち
アメリカ合衆国オハイオ州コロンバスで、父親は医療過誤問題の訴訟を担当する弁護士アラン・ラドナーの長男として、この世に、生を授かった。2人の姉妹メラニーとジョアンナがいる。コロンバス近郊のオハイオ州ベクスレーで育った。
9年間、正統派ユダヤ人学校で学ぶ。ベクスレー高校に通った後、ケニオン大学演劇学科に入学、在学中に演劇学科より優秀な成績を修めたことからポール・ニューマン賞（ポール・ニューマンの母校）を授与される。同カレッジで学士号を取得後、ニューヨーク大学ティッシュ・スクール・オブ・ジ・アーツに入学、美術学修士号を取得した。

### キャリア
CBSのテレビシリーズ『ママと恋に落ちるまで』で、2005年から2014年まで主人公のテッド・モズビー役を演じていた。2010年のコメディドラマ映画『ハッピーサンキューモアプリーズ』で脚本・監督デビュー、2010年度サンダンス映画祭観客賞を受賞ならびにグランド審査員賞の候補となった。

## フィルモグラフィ

### 映画
- 『あるあるティーン・ムービー』 - Not Another Teen Movie (2001年)
- Everyday Life (2004年)
- 『ハッピーサンキューモアプリーズ』 - happythankyoumoreplease (2010年) ※監督、脚本
- 『恋するふたりの文学講座』 - Liberal Arts (2012年) ※監督、脚本、製作
- 『午後3時の女たち』 - Afternoon Delight (2013年)
- 『ソーシャル・ロマンス』 - Social Animals (2018年)

### テレビシリーズ
- Welcome to New York (2000年)
- 『ロー&オーダー』 - Law & Order (2002年)
- The Court (2004年)
- 『ER 緊急救命室』 - ER (2003年)
- 『シックス・フィート・アンダー』 - Six Feet Under (2003年)
- 『ミス・マッチ』 - miss match  (2003年)
- Judging Amy (2005年)
- 『ママと恋に落ちるまで』 - How I Met Your Mother (2005年 - 2014年)
- 『ファミリー・ガイ』 - Family Guy (2007年 - 2009年)
- 『マンション・ハウス・ホスピタル』 - Mercy Street (2016年 - 2017年)
- Rise (2018年 -)
- 『ナチ・ハンターズ』 - Hunters (2020年)
- 『バツイチ男の大ピンチ!』 - Fleishman Is in Trouble (2023年)

## ディスコグラフィ

### ソロ・アルバム
- One More Then I'll Let You Go (2021年、Flower Moon) ※EP

### ラドナー・アンド・リー
- Radnor and Lee (2017年、Gold Village Entertainment) ※with ベン・リー
- Golden State (2020年、Flower Moon) ※with ベン・リー